# جار الماء الأولفاني

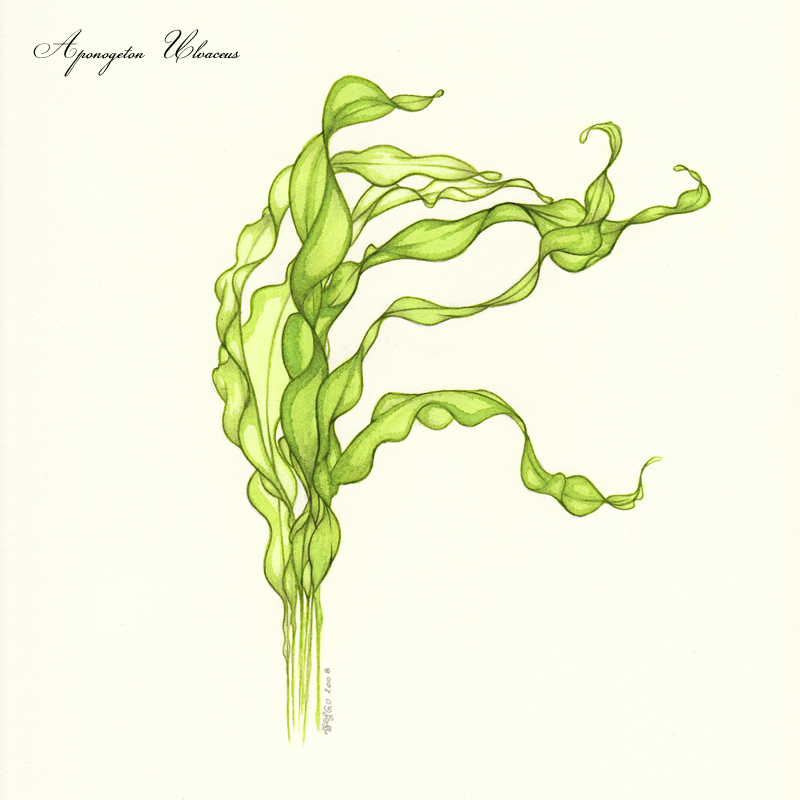

أبونجيتون اولفاسيوس (باللاتينية: Aponogeton ulvaceus) ، نبات مائي ذو لون أخضر فاتح ويصل طوله إلى 35 سم .